# Superpuchar Polski w piłce nożnej plażowej
Superpuchar Polski w piłce nożnej plażowej (znane też jako Superpuchar Polski w beach soccerze) – mecz piłki nożnej plażowej, organizowany nieregularnie od 2011 roku, w którym udział biorą: aktualny Mistrz Polski oraz zdobywca Pucharu Polski w danym sezonie. Pierwszy mecz miał zostać zorganizowany w 2010 roku, lecz przez problemy jednej z drużyn superpuchar nie odbył się.

## Mecze o Superpuchar Polski
| Rok  | Data       | Mistrz Polski   | Wynik        | Zdobywca Pucharu Polski | Miejsce |
| ---- | ---------- | --------------- | ------------ | ----------------------- | ------- |
| 2011 | 28.08.2011 | Grembach Łódź   | 4:3          | Hemako Sztutowo         | Lublin  |
| 2014 | 31.08.2014 | KP Łódź         | 7:3          | Hemako Sztutowo         | Puławy  |
| 2015 | 14.08.2015 | Grembach Łódź   | 3:1          | KP Łódź                 | Gdańsk  |
| 2017 | 22.06.2017 | Grembach Łódź   | 3:3 (k. 1:2) | KP Łódź                 | Gdańsk  |
| 2019 | 26.05.2019 | Hemako Sztutowo | 5:5 (k. 2:1) | KP Łódź                 | Poznań  |

## Uczestnicy
| Lp. | Drużyna         | Zwycięstwa | Porażki | Lata zwycięstw | Lata porażek |
| --- | --------------- | ---------- | ------- | -------------- | ------------ |
| 1.  | KP Łódź         | 2          | 2       | 2014, 2017     | 2015, 2019   |
| 2.  | Grembach Łódź   | 2          | 1       | 2011, 2015     | 2017         |
| 3.  | Hemako Sztutowo | 1          | 2       | 2019           | 2014, 2014   |

## Miejsca
| Lp. | Stadion | Mecze |
| --- | ------- | ----- |
| 1.  | Gdańsk  | 2     |
| 2.  | Lublin  | 1     |
| 2.  | Poznań  | 1     |
| 2.  | Puławy  | 1     |